# 2014년 시카고 영화 비평가 협회상
제27회 시카고 비평가 협회상은 2014년 12월 15일에 열린 시상식이다.

## 수상 및 후보

### 작품상
- 보이후드 - 리처드 링클레이터 수상
- 버드맨 - 알레한드로 곤잘레스 이냐리투
- 그랜드 부다페스트 호텔 - 웨스 앤더슨
- 언더 더 스킨 - 조나단 글레이저
- 위플래쉬 - 데이미언 셔젤

### 감독상
- 보이후드 - 리처드 링클레이터 수상
- 그랜드 부다페스트 호텔 - 웨스 앤더슨
- 나를 찾아줘 - 데이빗 핀처
- 버드맨 - 알레한드로 곤잘레스 이냐리투
- 인터스텔라 - 크리스토퍼 놀란

### 남우주연상
- 버드맨 - 마이클 키튼 수상
- 이미테이션 게임 - 베네딕트 컴버배치
- 나이트크롤러 - 제이크 질렌할
- 셀마 - 데이빗 오예로워
- 사랑에 대한 모든 것 - 에디 레드메인

### 여우주연상
- 스틸 앨리스 - 줄리안 무어 수상
- 내일을 위한 시간 - 마리옹 꼬띠아르
- 언더 더 스킨 - 스칼릿 조핸슨
- 나를 찾아줘 - 로자먼드 파이크
- 와일드 - 리즈 위더스푼

### 남우조연상
- 위플래쉬 - J.K. 시몬스 수상
- 인히어런트 바이스 - 조슈 브롤린
- 보이후드 - 에단 호크
- 버드맨 - 에드워드 노튼
- 폭스캐처 - 마크 러팔로

### 여우조연상
- 보이후드 - 패트리샤 아퀘트 수상
- 가장 폭력적인 한해 - 제시카 차스테인
- 와일드 - 로라 던
- 이다 - 아가타 쿠레샤
- 버드맨 - 엠마 스톤

### 각본상
- 그랜드 부다페스트 호텔 - 웨스 앤더슨 수상
- 버드맨 - 알레한드로 곤잘레스 이냐리투 외 3명
- 보이후드 - 리처드 링클레이터
- 캘버리 - 존 마이클 맥도나프
- 위플래쉬 - 데이미언 셔젤

### 각색상
- 나를 찾아줘 - 길리언 플린 수상
- 이미테이션 게임 - 그레이엄 무어
- 인히어런트 바이스 - 폴 토마스 앤더슨
- 언더 더 스킨 - 조나단 글레이저 외 1명
- 와일드 - 닉 혼비

### 외국어영화상
- 포스 마쥬어: 화이트 베케이션 - 루벤 외스트룬드 수상
- 이다 - 파벨 포리코브스키
- 마미 - 자비에 돌란
- 레이드 2 - 가렛 에반스
- 내일을 위한 시간 - 장 피에르 다르덴 외 1명

### 다큐멘터리상
- 라이프 잇셀프 - 스티브 제임스 수상
- 시티즌포 - 로라 포이트러스
- 조도로브스키즈 듄 - 프랭크 파비치
- 라스트 데이즈 인 베트남 - 로리 케네디
- 더 오버나이터스 - 제시 모스

### 애니메이션상
- 레고 무비 - 필 로드 외 1명 수상
- 빅 히어로 - 돈 홀 외 1명
- 박스트롤 - 그레이엄 애나블 외 1명
- 드래곤 길들이기 2 - 딘 데블로이스
- 가구야공주 이야기 - 다카하타 이사오

### 촬영상
- 버드맨 - 엠마누엘 루베즈키 수상
- 그랜드 부다페스트 호텔 - 로버트 D. 예먼 수상
- 이다 - 리스자르드 렌크제스키 외 1명
- 인히어런트 바이스 - 로버트 엘스윗
- 인터스텔라 - 호이트 반 호이테마

### 음악상
- 언더 더 스킨 - 미카 레비 수상
- 버드맨 - Antonio Sanchez
- 그랜드 부다페스트 호텔 - 알렉상드르 데스플라
- 이미테이션 게임 - 알렉상드르 데스플라
- 인터스텔라 - 한스 짐머

### 편집상
- 버드맨 - 더글러스 크리즈 외 1명 수상
- 위플래쉬 - 톰 크로스 수상
- 보이후드 - 산드라 아데어
- 나를 찾아줘 - 커크 박스터
- 그랜드 부다페스트 호텔 - 바니 필링

### 미술상
- 그랜드 부다페스트 호텔
- 인터스텔라
- 숲속으로
- 오직 사랑하는 이들만이 살아남는다
- 설국열차

### 유망연출상
- 위플래쉬 - 데이미언 셔젤 수상
- 나이트크롤러 - 댄 길로이
- 바바둑 - 제니퍼 켄트
- 블루 루인 - 제레미 솔니에
- 디어 화이트 피플 - 저스틴 시미엔

### 유망연기상
- 언브로큰 - 잭 오코넬 수상
- 보이후드 - 엘라 콜트레인
- 블랙버드 - 구구 바샤-로
- 그랜드 부다페스트 호텔 - 토니 레볼로리
- 오브비어스 차일드 - 제니 슬레이트
- 이다 - 아가타 트르제부초우스카